# Stat socialist

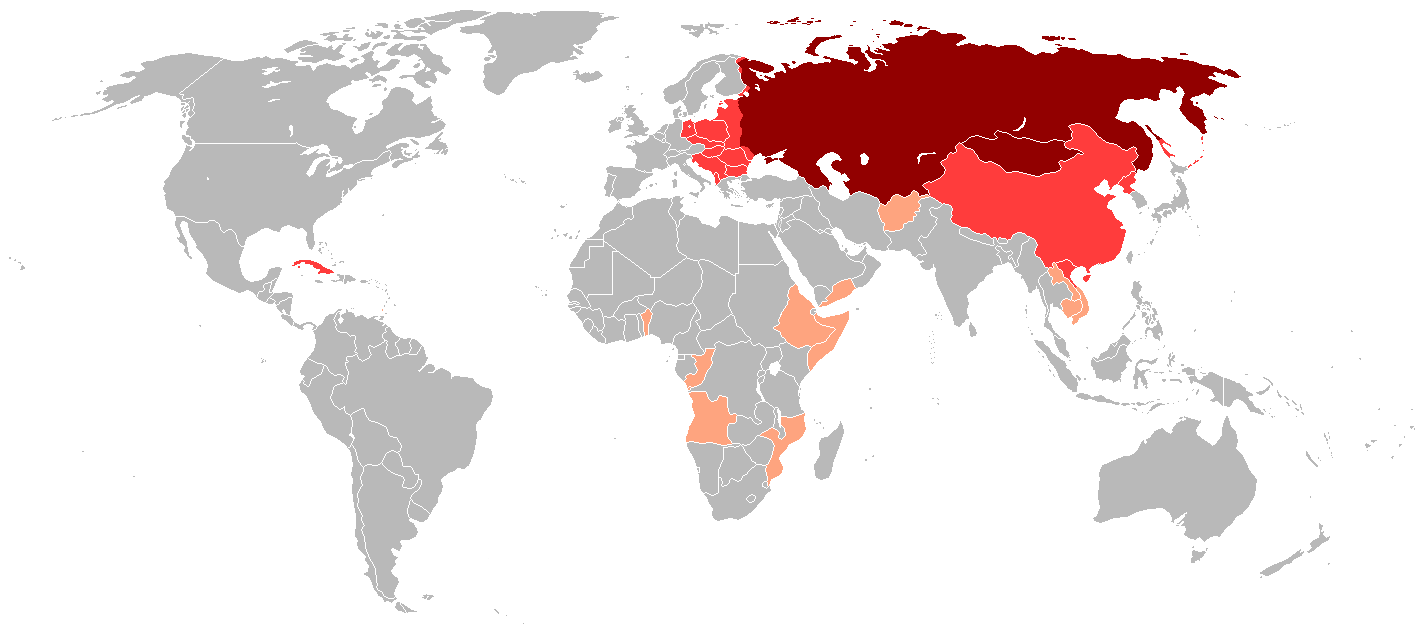
State socialiste în secolul XX (1917-1992)

Termenul de stat socialist (republică socialistă sau stat muncitoresc) poate avea mai multe înțelesuri diferite, dar și unele asemănări.
Termenul de stat socialist este folosit de către socialiștii care doresc să sublinieze faptul că susțin o formă republicană de guvernare. În plus, deoarece multe forme de socialism pretind că reprezintă interesele clasei muncitoare, mulți socialiști se referă la un stat organizat în conformitate cu principiile lor drept stat muncitoresc. Alți socialiști, cum ar fi anarho-socialiștii și multi alți socialiști libertarieni, resping conceptul de stat socialist în totalitate, argumentând că un stat nu este obligat să instaureze un sistem socialist.
Termenii "republică socialistă", "stat socialist" si "stat muncitoresc" au semnificații variate în funcție de perspectivele diferitelor ramuri ale marxismului, marxism-leninismului și teoriilor socialiste non-comuniste. Majoritatea acestor teorii, deși nu toate, postulează necesitatea naționalizării economiei și administrării acesteia printr-un plan centralizat de producție. Se urmărește astfel eliminarea capitalismului și a muncii salariale pentru profit privat în sectoarele esențiale de producție socială. Cu toate acestea, anumite teorii economice socialiste susțin diverse nivele de relații de piață, combinate cu proprietatea publică și/sau cooperative muncitorești. Aceste concepții variate reflectă abordările distincte privind modul în care un stat socialist ar trebui să funcționeze. În timp ce unele doctrine promovează o intervenție extensivă a statului în economie, altele acceptă existența unor mecanisme de piață în cadrul unui sistem socialist. Astfel, termenul "stat socialist" rămâne fluid, adaptându-se la viziunile diferitelor școli de gândire socialistă și la contextul socio-politic specific în care este aplicat.
În majoritatea cazurilor, statele socialiste adoptă regimuri politice de tip dictatorial, iar în anumite situații, precum cea a URSS-ului, acestea devin regimuri totalitare. Caracterul totalitar a fost o constantă a statelor comunsite de-a lungul existenței lor. Alte similitudini între statele comuniste se regăsesc la nivelul constituțiilor, legislației și programelor politice ale partidelor comuniste. Acest ultim aspect poate fi explicat prin contextul răspândirii comunismului ca regim politic în Blocul Răsăritean sau în alte state satelit ale Uniunii Sovietice.

## Relația cu democrația

Nikita Hrușciov, care în 1958 a câștigat alegerile legislative din Uniunea Sovietică cu 76,1% din voturi.

Cele mai multe teorii legate de natura statelor socialiste presupun democrație pe scară largă, iar unele își asumă participarea democratică a muncitorilor la fiecare nivel economic și al administrației de stat, diferențiindu-se după gradul prin care deciziile economice de planificare sunt trimise oficialilor publici și specialiștilor administrativi. Statele care nu sunt democratice, iar economia este în mare măsură în mâinile statului, sunt numite de către teoriile ortodoxe troțkiste, „state muncitorești” dar nu state socialiste, fiind folosiți termenii de state muncitorești „degerate” sau „deformate”.
Cu toate acestea, în cele mai multe cazuri caracterul democratic revendicat de forma de guvernământ a statelor socialiste este una care nu a avut un suport real, reprezentând elemente ale unui fals decor democratic. Statele socialiste, în privința formei de guvernământ, pot fi în realitate, mai similare unor state monocrate sau oligarhe.